# Tom van Hasselt

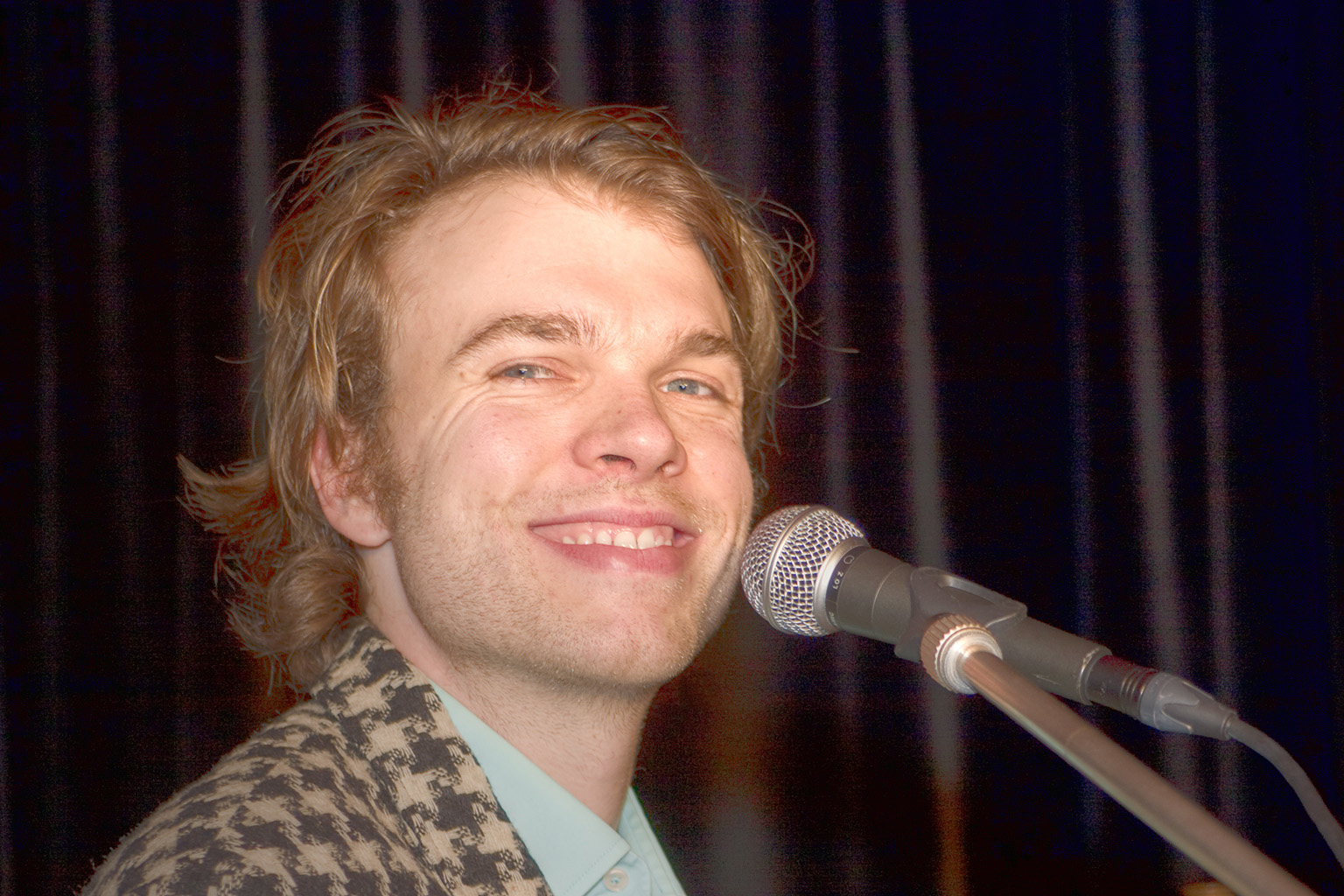
Tom van Hasselt (2010)

Thomas „Tom“ van Hasselt (* 20. Januar 1978 in Düsseldorf) ist ein deutscher Klavierkabarettist und Musical-Autor.

## Werdegang
Nach seiner Schulzeit begann er Lieder zu schreiben und als Klavierkabarettist aufzutreten. Zu seinen abendfüllenden Produktionen zählen ein Duo-Programm mit seinem Bühnen-Partner Harry Heib und ein Band-Programm. 2008 entwickelte er das kabarettistische Musical Dr. Ich. Tom van Hasselt gehört der „Celler Schule“ an und ist Teil der „Stammzellformation“.
Das Musical Alma und das Genie wurde für den Deutschen Musical Theater Preis 2015 nominiert und Tom van Hasselt erhielt am 26. Oktober 2015 den Preis in der Kategorie Beste Liedtexte.
Van Hasselt ist Lehrer für Musik an einem Berliner Gymnasium.
Seit 2021 ist Tom van Hasselt als musikalischer Leiter an den Uckermärkischen Bühnen Schwedt tätig.

## Musicals
- 2008: Dr. Ich
- 2011: Drei – Ein Musical für Zwei
- 2011: Mamma Macchiato
- 2013: Die Drei von der Stammzelle
- 2015: Alma und das Genie
- 2019: Amor läuft Amok
- 2021: Bühnenschwestern
- 2022: Brigitte Bordeaux
- 2023: Come Back!
- 2023: Adams Äpfel
- 2024: Hanf
- 2024: Trash Island
- 2025: Reise um die Erde in 80 Tagen (Schauspiel mit Musik)
- 2025: Süßes Gold

## Diskographie
- Am Arsch des Jahrtausends
- Jenseits von Tuten und Blasen
- Ich singe was, was du nicht singst
- Lieder eines arbeitslosen Philosophen
- BlauRegenWasserMeer

## Auszeichnungen
- 1999 Bielefelder Kabarettpreis 1. Platz
- 1999 Kabarett-Kaktus München
- 2000 Celler Schule
- 2002 Jugend-kulturell-Förderpreis Sonderpreis
- 2007 Förderpreis der Hanns-Seidel-Stiftung
- 2008 Gewinner der Sprungfeder bei den Oltner Kabaretttagen
- Goldener Xaver der Rheinischen Post
- 2015 Deutscher Musical Theater Preis